# Некрасовка (Кормиловский район)
Некра́совка — село в Кормиловском районе Омской области России. Административный центр Некрасовского сельского поселения.

## История
Основано в 1895 году. В 1928 году посёлок состоял из 120 хозяйств, основное население — русские. В административном отношении являлся центром Некрасовского сельсовета Корниловского района Омского округа Сибирского края.

## Население
| 2010 |
| ---- |
| 739  |

## Улицы
| - ул. Ленина, - ул. Советская, - ул. Съездовская, | - пер. Транспортный, - ул. Фермерская, - ул. Юбилейная. |